# 歐盟政治
歐盟在性質上接近邦聯，在許多方面均擁有立法權。但歐洲和大部分國家不同的是，歐盟並未全面強制實施共同外交政策、國防政策和直接課稅。但在部分領域，歐盟法要高於會員國的國內法。歐洲機構也融合了政府間主義和超國家主義的要素。歐洲議會雖然每五年舉行一次直接選舉，但在歐盟並不存在一個跨國家的政黨，相反在意識形態上相近的各政黨會在歐洲議會內組織政黨聯盟。目前以歐洲社會黨和歐洲人民黨規模最大。歐盟內也始終存在反對歐洲懷疑主義的聲音，特別是在北歐（其中又以英國最強）較強。

## 外部連結
- Official EU website: Europa （页面存档备份，存于）
- （法文） European Elections Online （页面存档备份，存于）
- European NAvigator: The three pillars of the European Union （页面存档备份，存于）
- European Institute for International Law and International Relations (EIILIR)
- Common Foreign and Security Policy (CFSP) （页面存档备份，存于）
- PRADO – The Council of the European Union Public Register of Authentic Travel and ID Documents Online